# Liste der Naturdenkmale in Langenbernsdorf
Die Liste der Naturdenkmale in Langenbernsdorf nennt die Naturdenkmale in Langenbernsdorf im sächsischen Landkreis Zwickau.

## Definition
„Naturdenkmäler sind rechtsverbindlich festgesetzte Einzelschöpfungen der Natur oder entsprechende Flächen bis zu fünf Hektar, deren besonderer Schutz erforderlich ist
1. aus wissenschaftlichen, naturgeschichtlichen oder landeskundlichen Gründen oder
2. wegen ihrer Seltenheit, Eigenart oder Schönheit.“

„§ 18 – Naturdenkmäler – (zu § 28 BNatSchG)
(1) Die Erklärung nach § 22 Abs. 1 BNatSchG von Teilen von Natur und Landschaft als Naturdenkmal erfolgt durch Rechtsverordnung oder Einzelanordnung.
(2) Über § 28 Abs. 1 BNatSchG hinaus können Naturdenkmäler zur Sicherung von Lebensgemeinschaften oder Lebensstätten von im Bestand gefährdeten oder streng geschützten Arten festgesetzt werden.“

## Liste
Diese Auflistung unterscheidet zwischen Flächennaturdenkmalen (FND) mit einer Fläche bis zu 5 ha (bei Verordnung nach DDR-Recht auch mehr) und Einzel-Naturdenkmalen (ND).
Link zu einem Kartenansichtstool, um Koordinaten zu setzen.
| Bild            | Bezeichnung                      | Lage                                               | Beschreibung | Datum | Nummer       |
| --------------- | -------------------------------- | -------------------------------------------------- | --- | ----- | ------------ |
| BW              | Koberbachgrund am Lerchenberg    | Langenbernsdorf (50° 47′ 7,5″ N, 12° 19′ 40,7″ O)  | FND. 40009 m² Fläche. Zwischen dem begradigten Bach, intensiv bewirtschaftetenLand und dem Wald gibt es hier mageres und artenreiches Feuchtgrünland und insbesondere eine feuchte Auenwiese. Die sehr bemerkenswerte Flora enthält neben Massen von Zweizeiliger Segge auch Fuchs-Segge in der Feuchtwiese und wenige Exemplare des Breitblättrigen Knabenkrauts. | 2000  | Z364.231.002 |
| BW              | Talsperrenvorstau Kleinbernsdorf | Langenbernsdorf (50° 47′ 7,5″ N, 12° 19′ 40,7″ O)  | FND. 20171 m² Fläche. Geschützt ist der Einlaufbereich mit dem naturnah mäandrierenden Koberbach und seiner vielfältig strukturierten Verlandungsvegetation aus Hochstauden und Röhricht. Schutzziel ist der Erhalt der Brut-, Rast- und Nahrungshabitate von Wasservögeln, der Röhricht- und Sumpfgebüschflächen sowie der Feuchtbiotope in der Bachaue.          | 2004  | Z364.231.012 |
| Fotos hochladen | Friedens-Eiche                   | Langenbernsdorf (50° 45′ 18,5″ N, 12° 19′ 18,4″ O) | Standort am Mühlbach, an der Kreuzung B 175 / Hauptstraße. Wohl um das Jahr 1871 gepflanzt. | 2004  |              |
| BW              | Linde am Bauerngut               | Langenbernsdorf (50° 44′ 56,5″ N, 12° 18′ 22,2″ O) | Die Winterlinde ist Hofbaum eines Bauerngutes an der Oberen Bachstraße 51. | 2004  |              |
| BW              | Eiche am Hang                    | Kleinbernsdorf (50° 46′ 44,3″ N, 12° 20′ 3,9″ O)   | Standort am Wiesenhang zwischen Dorfstraße, Häberweg und Kirche. | 2004  |              |
| BW              | Guthmann-Linde                   | Kleinbernsdorf (50° 46′ 44,9″ N, 12° 20′ 19,1″ O)  | Winterlinde am Ortseingang von Kleinbernsdorf, zwischen Dorfstraße und Talsperre. | 2004  |              |